# Липман, Майкл
Майкл Липман (англ. Michael Lipman, родился 16 января 1980 года в Лондоне) — английский регбист, выступавший на позиции правого фланкера (№7).

## Игровая карьера

### Начало карьеры в Австралии
Уроженец Лондона, Липман вырос в Новом Южном Уэльсе. Учился в колледже святого Иосифа в Хантерс-Хилл. Играл за команды Нового Южного Уэльса до 21 года и иные австралийские команды, выступал за «Уорринга». Был во втором составе клуба Супер 12 «Уаратаз», но не смог с ним заключить контракт.

### Выступления в Англии
Летом 2001 года Липман стал игроком «Бристоль Шоганс», выступал за команду в чемпионатах Англии сезонов 2001/2002 и 2002/2003. После вылета клуба из Премьер-Лиги перешёл в «Бат». В сезоне 2003/2004 он сыграл более 20 матчей за «Бат» с учётом Кубка Хейнекен, в следующем сезоне сыграл 19 матчей и занёс три попытки. В феврале 2005 года из-за повреждения сухожилия на лодыжке пропустил конец сезона, а в сезоне 2005/2006 из-за перелома скуловой кости и повреждения глазницы, полученного в предсезонной встрече против «Эксетер Чифс» в августе 2005 года, сыграл очень мало встреч. В конце 2006 года, ещё будучи на больничном, занялся общественной работой, по итогам сезона 2006/2007 стал лучшим регбистом Англии по версии регбийного сообщества (Community Player of the Year).
В январе 2007 года вернулся в строй, ознаменовав своё возвращение попыткой в игре против «Монпелье Эро» в Европейском кубке вызова, по итогам сезона вернулся в основной состав и попал в заявку второй сборной Англии на Кубок Черчилля 2007. В сезоне 2007/2008 пробил отметку в 100 игр в карьере, играл в финале Европейского кубка вызова. В сезоне 2008/2009 стал вице-капитаном с Алексом Крокеттом.

### В сборной Англии
В 2004 году Липман попал в заявку сборной Англии на австралазийское турне. Дебютный матч состоялся 19 июня против новозеландских «Олл Блэкс». Несмотря на травмы в начале 2005 года, сыграл в сезоне 2005/2006 вполне убедительно, благодаря чему попал в заявку на летнее турне 2006 года по Австралии, участвовал в розыгрыше кубка Кука. Впервые сыграл в турне во втором тест-матче против Австралии 17 июня на стадионе «Доклендс». В августе 2006 года он был включён в заявку сборной на сезон после того, как оттуда были исключены Энди Фаррелл и Том Войс.
В сезоне 2007/2008 Липман снова получил вызов в сборную Англии, сыграв 4 матча на Кубке шести наций против Италии, Франции, Ирландии и Шотландии и доведя число встреч до 7. Десятую и свою последнюю игру провёл 29 ноября 2008 года против новозеландцев во время заключительных тест-матчей года.

### Отчисление из клуба
1 июня 2009 года Майкл Липман вместе с Алексом Крокеттом и Эндрю Хиггинсом были исключены из состава «Бата» после того, как отказались пройти тест на наличие наркотиков в организме. 10 мая 2009 года шестеро игроков, среди которых были Липман, Крокетт и Хиггинс, отмечали в Лондоне окончание сезона, употребляя наркотические вещества (в т.ч. кокаин), а когда от них потребовали пройти допинг-тест, отказались это делать наотрез, вследствие чего их отчислили из клуба ещё до проведения дисциплинарных слушаний. Сами игроки отрицали все обвинения и утверждали, что клуб поступил с ними подло. 17 июня Регбийный союз Англии объявил, что все трое предстанут перед дисциплинарным комитетом по обвинению в неприемлемом поведении, идущем вразрез с интересами игр.

### Возвращение в Австралию
В апреле 2010 года Липман отправился выступать за клуб «Уорринга» в турнире Нового Южного Уэльса, известный как Щит Шута. В 2011 году Липман стал игроком «Мельбурн Ребелс» и дебютировал с ними в Супер Регби. В начале 2012 года Липман, будучи игроком, стал внештатным репортёром клуба и начал брать интервью у игроков и тренеров накануне нового сезона Супер Регби. Интервью ему давали вице-капитан Хью Пайл и главный тренер Джон Магглтон по поводу подготовки к сезону, а также восьмой Гарет Дельв и фулбэк Марк Джеррард об их предсезонном пробном матче в составе «Крусейдерс». Позже Липман взял ещё одно интервью у Джеррарда и интервью у Ника Фиппса.
В июне 2012 года Липман завершил карьеру по состоянию здоровья, поскольку перенёс слишком много сотрясений мозга за время своих профессиональных выступлений. В 2020 году поступили сообщения, что у Липмана развивается деменция.